# Charles Gilbert
Charles Allan Gilbert (3. september 1873 – 20. april 1929) var en amerikansk kunstner og bladillustrator. Efter kunststudier på Art Students League i New York og europæiske kulturcentre, heriblandt Paris (Académie Julian-Student), skabte Gilbert i 1892 sit berømteste værk: tegningen All is Vanity. På det tidspunkt var han kun 18 år gammel, og det var vanskeligt for den unge Gilbert at få udgivet tegningen. I 1902 blev den imidlertid købt af firmaet LIFE Publishing Co. og publiceret. I begyndelsen var det kun muligt at se tegningen i udgaver af LIFE købt på diverse obskure togstationer, men efterhånden som den vandt popularitet, tog udbredelsen fart.
Tegningen forestiller en smuk ung kvinde, der sidder ved et bord med parfumeflasker og betragter sig selv i et elliptisk spejl. Ser man godt efter, er hele illustrationen i virkeligheden et optisk bedrag; det elliptiske spejl forestiller et kranium, hvis tandsæt udgøres af rækken af parfumeflasker. Kvindens hoved og refleksionen forestiller kraniets øjne.
Der er i dag mulighed for at se efterligninger af den gamle tegning, men flere er mindre vellykkede. På de mindre autentiske er der blandt andet forsvundet en strime lys øverst i spejlet, som stammer fra en fra iagttagerens vinkel usynlig samling tændte lysestager i en kandelaber.
Blandt andre af Gilberts værker kan nævnes Woman playing Piano (1901), Woman with a Rose (1910) og Flattery.